# Vespa analis

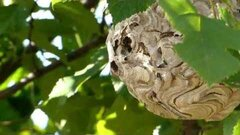
Ein Nest der Vespa analis

Vespa analis ist eine Art aus der Gattung der Hornissen, die in Ostasien und Südostasien vorkommt.

## Beschreibung
Diese Art variiert in Farben und Mustern. In Südostasien sind sie normalerweise schwarz mit einer gelben Markierung an der Spitze des Abdomens (dem sechsten Segment). In Singapur sind sie etwas heller gefärbt, mit roten oder braunen Köpfen und Pronota. Exemplare aus subtropischen, bergigen oder gemäßigten Gebieten haben gelbe Köpfe. In Gebieten, wo sie mit der Asiatischen Riesenhornisse vorkommen, neigen sie dazu, eine ähnliche Farbe und ein ähnliches Muster wie diese zu besitzen.

## Verbreitung
Diese Art ist eine der am weitesten verbreiteten Hornissen. Sie kommt in gemäßigten Gebieten wie Japan, Russland und Korea vor und ist auch in weiten Teilen Chinas und Taiwans zu finden, bis hin zu tropischen Regionen wie Singapur und Indonesien.

## Verhalten
Vespa analis ist eine typische baumbewohnende Hornisse. Die Nester dieser Art werden im Allgemeinen in einer Höhe von 1,8 bis 3 Meter über dem Boden gebaut, niedriger als die Nester von Vespa affinis und Vespa velutina. Die Außenhülle des Nestes ist in der Regel ziemlich dunkel und robust und hat ein grob überlappendes Muster mit großen, offensichtlichen überlappenden kreisförmigen Abschnitten. In gemäßigten Gebieten wird das Nest nur sehr leicht oval und ist die Koloniegröße im Allgemeinen nicht sehr groß. In den Tropen erreichen die Nester jedoch beträchtliche Größen. Es gibt auch dieselbe Variation wie bei den Nestern von Vespa affinis. Nester in tropischen Regionen sind von oben spitz zulaufend und werden weiter unten breiter. Ihre Ernährung ist relativ ähnlich wie die anderer Hornissenarten in Südostasien. Sie fangen Schmetterlinge, Honigbienen und Libellen. Im Gegensatz zu einigen Hornissenarten in Südostasien durchsuchen sie jedoch keine toten Tiere oder Nahrungsmittel, die von Menschen zurückgelassen wurden.
Diese Art gilt im Allgemeinen als eine der am wenigsten aggressiven Arten. In Japan ist sie jedoch aufgrund ihrer Häufigkeit und ihrer Vorliebe für den Bau von Nestern in der Nähe menschlicher Siedlungen für eine beträchtliche Anzahl von Angriffen verantwortlich.

## Lebenszyklus
Diese Art hat anscheinend einen ziemlich langen Koloniezyklus, da Arbeiterinnen dabei beobachtet wurden, wie sie Anfang Januar versuchten zu jagen, was darauf hindeutet, dass einige Nester zu diesem Zeitpunkt immer noch Brut oder neue Königinnen haben.